# Vatinskij Ëgan
Il Vatinskij Ëgan (in russo Ватинский Ёган?) è un fiume della Russia siberiana, affluente di destra dell'Ob'. Scorre nella parte centrale del bassopiano della Siberia occidentale, all'interno del Nižnevartovskij rajon del Circondario autonomo degli Chanty-Mansi-Jugra.

## Descrizione
Il fiume ha origine sul versante meridionale di modesti rilievi collinari di natura morenica chiamati Aganskij Uval (Аганский Увал), con altezze di 90–120 m. L'Aganskij Uval è una sezione degli Uvali siberiani e funge da spartiacque tra i fiumi Agan e Vach.
Il Vatinskij Ëgan scorre successivamente in una zona poco popolata e coperta dalla taiga, caratterizzata dalla presenza di estese paludi. Nel basso corso, a nord della città di Megion inizia a scorrere per un tratto parallelamente all'Ob'. A sud della cittadina di Langepas, fra le città di Nižnevartovsk e Surgut, sfocia nel medio corso dell'Ob', a 1 600 km dalla sua foce.
La lunghezza del Vatinskij Ëgan è di 593 km. L'area del suo bacino è di 3 190 km². Come tutti gli altri fiumi del bacino, soffre di lunghi periodi di gelo (mediamente da novembre ad aprile-maggio).
Nei tratti inferiori, la linea ferroviaria Langepas-Nižnevartovsk corre lungo la valle del fiume.
Nel bacino del fiume si ritrovano importanti giacimenti di petrolio e gas naturale.